# ОФК Синђелић
ОФК Синђелић је најстарији фудбалски клуб из Ниша, који се тренутно такмичи у Српској лиги Исток, трећем такмичарском нивоу српског фудбала.

## Историја
Фудбалски клуб Синђелић настао је непосредно након Првог светског рата. За оснивање првог клуба Синђелић, треба захвалити групи ентузијаста, одушевљених овим спортом, млађих и старијих, који су својим личним ангажовањем и улагањем својих новчаних средстава допринели развоју фудбала у Нишу.
Прво, импровизирано, фудбалско игралиште био је терен XVI пешадијског пука у Нишу, који је раније служио за егзерцириште а од 1919. године то је први „фудбалски терен“ у Нишу. Команда Моравске дивизијске области у Нишу дозволила је да на овом игралишту могу наступити и „цивили“ па је на тај начин и војска дала свој допринос за развој фудбала у Нишу, и то не само преко терена, већ и формирањем војних тимова, који су често имали сусрете са екипама из града.
На игралишту XVI пешадијског пука у Нишу одиграна је једна од првих међуградских утакмица. Нишки Синђелић позвао је у госте екипу Грађански из Лесковца, која је у то време представљала узорну, и по спортској борби, уиграну и фер екипу. Утакмица је одиграна априла 1922. године у присуству многобројних грађана, прве публике на једном оваквом сусрету.
Тим Синђелића наступио је у следећем саставу: Милош Вучковић, Живко Јовановић, Богосав „Каплар“, Карло Мали, Драги Станковић, Влада Симић, Радован Димитријевић, Божидар Стојановић, Љуба Јаковљевић Македонац, Миодраг Лазић Лале, Србин Ђорђевић Лале и као резерва Душан Ђорђевић Дуле. То је уједно била и прва фудбалска екипа Ниша, јер је то углавном тим који је и настао 1918. године. Резултат: НСК Синђелић (Ниш) ЛСК Грађански (Лесковац) 1:0 (0:0). Била је то прва победа екипе „белих“ над гостујућом екипом из другог града.
Један од првих фудбалских тренера био је Андрија Којић, чиновник Народне банке у Нишу, који је тренирао тим Синђелића, а ова дужност му је поверена и на Годишњој скупштини клуба од 1922. године. У извештају са ове утакмице стоји на крају да се „новој управи стави у дужност да припреми све што је потребно ради реорганизације рада у вези ширења спорта у нашој вароши“, па се закључује да се клуб Синђелић бавио радо ширењем спорта у граду, да се није затварао сам у себе и да се шире ангажовао у спровођењу спортске политике живота.
У Нишу је 1922. године формиран НСК Обилић. Његов рад био је кратког века. Брзо је запао у материјалне и финансијске тешкоће, па је управа Обилића ступила у преговоре и фузионисала се са Синђелићем. Почетком јануара 1923. године Обилић је наступао под јединственим именом Синђелић.
Тим Синђелић је био ојачан новим играчима. Међу њима је био најталентованији Раде Ћермило. Он је први пут заиграо фудбал још 1919. године као играч подмлатка у крагујевачкој Шумадији, да би 1922. године прешао у нишки Обилић и касније се развио у најбољег фудбалера Ниша и околине. Свом новом клубу, екипи Синђелић, остао је веран читавог живота: скоро двадесет година био је у редовима првог нишког клуба, Синђелића.

## Синђелић данас
У сезони 2007/08, Синђелић Ниш стигао је до четвртфинала Купа Србије где је поражен од Партизана 5-1. За сезону 2007/08 Српске лиге Исток, Синђелић је завршио други, три бода иза Динамо Врања.
У сезони 2009/10. Српске лиге Исток заузео је прво место са 74 бода, добивши 23 од укупно 30 одиграних утакмица, тако да се пласирао у Прву лигу Србије за сезону 2010/11. Већ у другој сезони у Првој лиги, 2011/12., Синђелић заузима претпоследње место и испада у нижи ранг, Српску лигу Исток. Такође у сезони 2010/11 је поновио успех из 2007/08 тако што је поново стигао до четвртфинала Купа Србије али је поражен од Партизана са 4-0. Клуб је 2018. године обележио један век постојања. На ванредној седници клуба, одржаној 12. јануара 2019, донета је одлука о иступању из даљег такмичења у Српској лиги Исток и престанку функционисања фудбалског клуба. Неколико дана касније, председник Радничког, Ивица Тончев је у изјави за Спортски журнал рекао да је спречено гашење Синђелића, те је одлука о иступању из лиге стављена ван снаге.
У сезони 2020/21. Синђелић завршава на десетом месту у Српској лиги Исток и испада из лиге. У сезони 2021/22. завршава на другом месту у Зони Центар, а испред њега је био само Цар Константин који је поново изборио пласман у Српску лигу. 
У сезони 2022/23. Синђелић је оставио иза себе невероватну сезону без иједног пораза и само са једном нерешеном утакмицом. Тако је након две године изборио свој пласман у Српску лигу. 

## Познати бивши играчи
- Љубомир Јаковљевић